# Calanthemis saltator
Calanthemis saltator es una especie de escarabajo longicornio del género Calanthemis, tribu Clytini, subfamilia Cerambycinae. Fue descrita científicamente por Kolbe en 1893.

## Descripción
Mide 10 milímetros de longitud.

## Distribución
Se distribuye por Malaui, Namibia y Tanzania.